# صلاح عادل
صلاح عادل (انگلیسی: Salah Adel؛ زادهٔ ۳ آوریل ۱۹۹۵) بازیکن فوتبال اهل سودان است.
وی همچنین در تیم ملی فوتبال سودان بازی کرده‌است.